# Vagney
Vagney är en kommun i departementet Vosges i regionen Grand Est (tidigare regionen Lorraine) i nordöstra Frankrike. Kommunen ligger i kantonen Saulxures-sur-Moselotte som tillhör arrondissementet Épinal. År 2022 hade Vagney 3 873 invånare.

## Befolkningsutveckling
Antalet invånare i kommunen Vagney
| Referens: INSEE |